# Fundamental-psychologisches Gesetz
Das fundamental-psychologische Gesetz von John Maynard Keynes besteht in der Volkswirtschaftslehre aus zwei Annahmen über die Zunahme des Konsums aufgrund einer Einkommenserhöhung. 

## Allgemeines
Außerhalb der Rechtswissenschaft (formales Gesetz) spricht man in den Wissenschaften von einem Gesetz, wenn aus einer Theorie orts- und zeitunabhängig allgemeingültige Aussagen abgeleitet werden, die weltweit gelten. Keynes ging davon aus, dass das von ihm geschilderte Konsumverhalten weltweit allgemein gilt.

## Inhalt
Keynes zufolge hängt der Konsum in seiner absoluten Einkommenshypothese nur vom Einkommen der laufenden Periode ab, nicht aber vom Einkommen der folgenden Perioden. Die marginale Konsumquote gibt dabei an, um wie viele Geldeinheiten ein Privathaushalt seine Konsumausgaben erhöht (senkt), wenn das Volkseinkommen um eine Geldeinheit steigt (sinkt). Dabei geht die „Keynessche Einkommenshypothese“ davon aus, dass mit zunehmendem Einkommen die zusätzliche Konsumnachfrage weiter abnimmt, weil mit steigendem Einkommen Sättigungstendenzen auftreten und die durchschnittliche Konsumquote abnimmt bei gleichzeitiger Zunahme der Sparquote.
Dem Keynesschen Gesetz liegen folgende Annahmen zugrunde:
- Aus einem gestiegenen Einkommen folgt stets ein gestiegener Konsum.
- Die absolute Konsumzunahme ist geringer als der sie verursachende Einkommensanstieg: vom zusätzlichen Einkommen wird ein geringerer Prozentsatz ausgegeben als vom bisherigen Einkommen. Diese beiden Annahmen fließen in die marginale Konsumneigung mit ein.

## Sonstiges
Die Begriffsbezeichnung „fundamental“ (englisch Fundamental Psychological Law of Consumption) ist nicht unumstritten, was auch mit der Akzeptanz des Keynesianismus zusammenhängt.